# Oud Burger Mannen- en Vrouwenhuis
Het huidige Oud Burger Mannen- en Vrouwenhuis is een monumentaal pand in de Ambtmanstraat in de Nederlandse stad Tiel. Het is in 1804 gebouwd ter vervanging van het oorspronkelijke 'Gasthuis' in de Gasthuisstraat.
Het is een langgerekt, neoclassicistisch gebouw met empire-details. Het bestaat uit twee evenwijdig aan de straat lopende vleugels met een verdieping en een zadeldak. De symmetrische voorgevel heeft elf vensterassen, geblokte bakstenen hoekpilasters, een houten kroonlijst en een middenrisaliet. Daarboven bevindt zich een groot, driehoekig houten fronton met een rond raam waarin een rijksappel is aangebracht.
In het voorportaal bevindt zich stucwerk met een satyrkop en festoenen. De regentenkamer op de begane grond is nog aanwezig, evenals de kamerstructuur met een centrale gang op de bovenverdieping.

## Geschiedenis
Het 'Gasthuis' is de oudste instelling van Tiel; de eerste vermelding dateert van 1367. Het was een logement voor vreemdelingen en bood opvang aan armen, wezen, zieken en bejaarden.
Kennelijk was het niet eenvoudig het tehuis rendabel te exploiteren. In 1658 besloot de magistraat niemand in het gasthuis aan te nemen dan alleen personen die na hun dood daar al hun goederen nalaten. In 1674 meldden de gasthuismeesters dat het gasthuis "nauwelicx bestendich is om met haer incomsten t onderhouden desselfs proveniers en domesticquen, als oock dat het ten tijden der fransen veel geleden heeft...". De Fransen hebben bij hun vertrek bedden, lakens en dekens meegenomen. Verder heeft men in het gasthuis veel zieke soldaten moeten verplegen. Het stadsbestuur vindt het goed dat de vijf burgercompagnieën een collecte langs de huizen doen om te vergaren "half afgesletene laeckens, hemden off geldt".
In de negentiende eeuw was het een belangrijk verzorgingshuis. In 1967 verhuisden de laatste bewoners naar een nieuw tehuis. De opbrengst van het resterende kapitaal gebruikt de Stichting Oud Burger Mannen- en Vrouwenhuis sindsdien om projecten voor ouderen te financieren.
Van 1967 tot het begin van de 21e eeuw heeft het gebouw dienstgedaan als kantoorgebouw van de gemeente Tiel. In 2009 is het verkocht aan een woningcorporatie, die het samen met het naastgelegen pand heeft verbouwd tot een woonvoorziening voor ouderen die intensieve zorg nodig hebben. Hiermee is de oorspronkelijke functie hersteld.
Ter gelegenheid van het 650-jarig bestaan verscheen in 2014 een boek over de geschiedenis van het Oud Burger Mannen- en Vrouwenhuis.